# 육전형 건담
육전형 건담(영어: Gundam Ground Type, 일본어: 陸戦型ガンダム)은 《건담 시리즈》에 등장하는 모빌 슈트(MS)로 분류되는 가공의 유인 조종식 인간형 로봇 병기이다. 1996년에 발표된 OVA 《기동전사 건담 제08MS소대》에서 처음으로 등장했다.
《기동전사 건담》에 등장하는 지구연방군의 시험제작기인 "RX-78-2 건담"의 부품들 중 기준에 미달된 부품들을 바탕으로 생산된 기체로, 용도를 지상전(육전)에 한정함으로써 RX-78-2 건담과 거의 동등한 성능을 얻고 있다. 다른 건담 타입에서는 거의 볼 수 없는 "양산형(단, 소수)"인 것도 특징이다. 《기동전사 건담 제08MS소대》 작품 내에서는 주인공인 시로 아마다가 이끄는 제08소대 소속의 3기가 등장하며, 나중에 시로 아마다의 탑승기는 "건담 Ez8"으로 현지 개수된다.
이 문서에서는 블루 데스티니 등, 외전 작품에 등장하는 베리에이션기에 대해서도 설명한다.

## 디자인 및 명칭
메카닉 디자인은 오오카와라 쿠니오가 담당하였다. 육전형으로 보이는 투박한 외형으로 발주되었다. 등 부분의 커다란 "컨테이너"는 오오카와라의 아이디어로 실루엣적으로도 재미있을 것이라고 디자인의 첫 단계부터 고집하고 있었다고 한다. 처음에는 2연장 캐논이나 롱 캐논, 로켓 런처 등 무기 유닛을 등 부분에 장착하는 방안도 있었다. 파일럿의 승강 기구나 머리 부분의 통신용 안테나, 정찰용 카메라도 오오카와라의 아이디어에 의한 것이다. 실드의 아이디어는 설정 제작의 카와구치에 의한 것으로, 전장에서 땅에 들이밀거나 참호를 파기 위한 삽 대용이라는 디자인으로부터 발전한 것이다. 흉부 발칸포는 오오카와라는 양 겨드랑이의 아래로부터 꺼내고 싶어했지만, 카와구치의 요망에 의해 한 쪽만 설치되었다. 또한, 초기 화고의 복부의 디자인은 이후의 블루 데스티니와 공통의 것이 되었다.
명칭은 "육전형 건담"외에 "건담(지상용 장비)", "선행 양산형 건담(지상용 장비)", "RX-79 건담" 등의 명칭도 볼 수 있다.

## 설정 해설
일년전쟁 때 지구연방군은 V 작전을 발동해 그 시험제작기로 RX-78 건담을 롤아웃했다. 처음에는 이 시험제작기의 완성 후, 그 운용 데이터를 베이스로 한 양산기를 생산할 예정이었지만, 지구에서 지온군의 점령 지역이 확대됨에 따라 조기에 유효 전력이 필요해짐에 따라 시험적인 양신가의 개발도 시작하게 되었다. 한편, 시험제작기인 RX-78-2 건담으로 대표되는 RX-78은 생산성을 도외시한 매우 고성능의 기체였기 때문에 그 성능을 발휘하기 위한 각 파츠의 품질 관리는 엄격하여, 요구되는 스펙에 못미치는 규격 미달의 부품 및 사용되지 않은 미채택 부품이 대량으로 발생하게 되었다. 이에 따라 RX-78 파츠의 추가 시험을 고려해 전용한 모빌 슈트(MS) 전반의 양산 시험을 겸한 기체로 RX-79의 개발이 시작된다.
이러한 이유로 RX-79는 연방군의 양산 MS 계획 초기의 기체로 취급된다. 개발은 육군성의 주도로 행해졌고, 우주 전투용 장비는 모두 제거해, 완전한 육전용의 기체로 재설계되었다. 전시에 급조된 본기이지만, 내장된 디바이스 중, 적어도 머리 부분에서는 통신기에 RX-78의 순정품을 사용하면서도 많은 파츠가 신규 설계되고 있으며, 대전 후기에 양산된 짐이 대폭적인 비용 하락에 의해서 RX-78 건담의 구조를 계승하고 있는 것에 비해, 기초 설계 그 자체에 육전용의 개수가 되어 있다. 또한, 육전형 짐을 베이스로 한 기체라고 하는 자료도 보이며, 본기와는 80%의 부품의 규격이 동일하다. 또, 모빌 슈트(MS)를 지상에서 운용할 필요에서, 모래 먼지가 들어가기 어려운 구조가 도입되어 소인수로도 유지할 수 있는 구조를 취하고 있다.
육전형 건담은 고성능 기체였지만, 생산 비용이 높아서 물량에 의한 전술을 우선하는 연방군의 의향에 의해, 생산 대수는 20대 정도에 그쳤다. 이 때문에 보수용 부품은 부품 자체의 희소성으로 인해 부족하였고, 기체를 수복할 때는 충분한 부품을 입수할 수 없는 사태도 발생했다. 정품으로 보수할 수 없는 상황도 다수 볼 수 있었지만, 성능은 떨어지나 구조가 공통적인 육전형 짐의 보수 파츠나, 기지 내에 보유하고 있는 파츠(지온군으로부터 노획한 MS의 파츠를 포함) 등을 유용해 수리되는 일도 많아서, 많은 현지 개수형을 낳는 요인이 되기도 했다. 후술하는 Ez8이나 짐 헤드도 이러한 것들 중 하나이다.
컬러링은 원형기(RX-78-2 건담)에 준한 트리컬러이지만, 파란색은 원형기보다 더 진한 색이다. 또한, 사막에서의 미션 등에서는 흰색이 샌드  컬러로 칠해지는 경우도 있다. 덧붙여 테스트 컬러는 파란색 부분이 빨간색으로 칠해져 있어서 짐에 가까운 컬러링이다.

### 구조 및 성능
본기는 비용 절감에 의한 구조의 간소화를 위해 코어 블록 시스템은 생략되었다. 양산화를 위해 메인 제너레이터의 스펙은 변경되었다. 장갑재는 RX-78로부터 이어 받아, 중력 하에서의 전투력이라면, RX-78에 필적하는 스펙을 자랑한다.
다만, 규격에 미달하는 잉여 부품에 의한 생산이 이루어진 점을 고려해, 기체 성능에 편차를 나타내지 않도록 리미터를 설치하는 것으로 성능의 균일화가 도모되었다. 이 리미터는 임의로 해제(MAX 모드로 이행)할 수 있지만, 기체에 걸리는 부하의 크기로부터 사용할 수 있는 시간은 한정된다. 실전 투입에 대해서는 20기가 지구연방군 지상군(육군, E.F.G.F.) 소속의, 주로 극동 방면군의 동남아시아에 전개된 코지마 대대에 배치되었다. 많은 부품을 공유한다고해도 육전형 짐과의 성능 차이는 크며, 작품 내에서 짐의 조종 경력이 있던 샌더스가 첫 출진에서 "짐보다 월등하다", "이 녀석이 건담인가"라며 육전형 건담의 성능에 경악하는 장면이 나온다.
콕피트 해치는 윗면에 배치되었고, 흉부에는 파일럿의 탑승용으로 승강 리프트를 설치했다. 애니메이션 《기동전사 건담 제08MS소대》 작품 내에서는 콕피트의 사출 좌석을 사용하는 장면도 보였다.

### 무장 및 장비
빔 라이플
형식 번호: BLASH XBR-M-79E, P.B.R-0079/A12 S-000011, P.B.R-0079/A12 S-0000204
RX-78용 빔 라이플(XBR-M-79-07G)에 이어 염가 보급판을 목표로 브러시사에 의해 개발되었다. 장탄수는 1차지당 16발이다. 기본 구조는 XBR-M-79계를 답습해 설계되고 있으며, 배틀 프루프(실전 검증)된 높은 신뢰성을 자랑한다. 강화된 환경 센서와 신형 조준 시스템을 탑재해, 개량된 I 필드 초크에 의해 명중 정밀도가 향상되었다. 기존의 원통형에서 직사각형으로 변경된 조준 센서는 성능 향상과 비용 절감을 동시에 이루고 있다. 망원 모드에서는 10 km 떨어진 장소에서의 저격도 가능하지만 정밀도는 매우 낮고, 명중시킬려면 경험과 고도의 기술을 필요로 한다. 아직 양산 체제가 갖추어지지 않았기 때문에 배치가 늦어졌으며, 또한 소수만 생산된 채 끝나버렸다.
작품 내에서는 제6화에서 제08소대의 시로 아마다 소위기에 배치되지만, 아프사라스 II가 발사한 빔에 절단되어 폭발하였다. 제9화에서 보충되지만, 소대의 탄약 소모를 균일화시키기 위해서 시로기(Ez8)는 10화에서 다시 100 mm 머신건을 장비하고 있다. 육전형 건담 외에 육전형 짐에도 배치되어 있다.
본격적인 양산을 위한 개장형이나 같은 계통의 시험제작형도 존재한다.
100 mm 머신건
형식 번호: YHI YF-MG100, NF GMG-Type.37/100mm
연방군 모빌 슈트(MS)의 표준적인 무장이다. 야시마 중공에 의해 가반형 병기 구상에 근거해 개발된 실체탄 무기로, MS 자체적으로 분해를 실시해 컨테이너에 탑재해 운반하는 것이 가능하다. 작품 내에서 초반부터 종반까지 육전형 건담의 주무장으로 활약했다. 표준적인 박스형 탄창의 총 탄수는 48발로, 예비 탄창은 허리에 장착할 수 있다. 소형으로 다루기가 좋은 데다 육전형 자쿠 II의 몸통을 관통하는 위력을 가지고 있다. 매우 신뢰성이 높은 것으로 여겨지는 한편, 급탄까지의 복잡한 기구가 결과적으로 신뢰성의 저하를 초래했다고 기재한 자료도 있다.
작품 내에서는 이를 사용해 다수의 자쿠 II를 격파하고 있다. 항공기에도 유효하며 카렌 조슈아기는 제3화에서 전투 헬기를, 제4화에서 돕을 격추시켰다. 같은 화에서 시로기도 100 mm 머신건을 사용해 노리스 팩커드 대령이 조종하는 돕에 손상을 입혔다.
짐이나 육전형 짐도 장비하고 있으며, 영상 작품 외에도 《기동전사 건담 외전 THE BLUE DESTINY》에서 블루 데스티니 1호기와 《기동전사 건담 외전 콜로니가 떨어진 땅에서...》에서 화이트 딩고대에 배치되는 짐, 건캐논 양산형, 짐 스나이퍼 II가 장비하고 있다.
180 mm 캐논
형식 번호: YHI FH-X180, NFHI GMCa-type.09/180mm
장거리 지원용이며, 아군기와 연계하여 후방에서 사격을 실시한다. 이 무장은 매우 크기 때문에 이동 시에는 탄창을 포함하여 4개의 유닛으로 분해하여 휴대할 수 있다. 대MS용 성형 작렬탄, 철갑탄, 네이팜탄을 임무에 따라 사용하는 것이 가능하다. 제4화에서 샌더스기가 아프사라스에 2발을 명중시켰지만, 아프사라스는 무사했다. 제10화에서도 샌더스기가 장비하고 있지만, 구프 커스텀의 포격으로 손실된다.
발칸포
본기는 건담이 머리에 장비하던 발칸포를 왼쪽 흉부로 옮기고, 그 하부에는 멀티 런처를 장비하고 있다. 용적에 여유가 있는 몸통부에 발칸포를 장비해 장탄수의 대폭적인 증가를 가능하게 하고 있지만, 상하좌우로 선회할 수 있는 머리 부분에서 몸통부로 옮겨졌기 대문에 조준하기가 어려워지고, 이동하는 목표에 대한 추종성도 떨어지고 있다. 콕피트 바로 옆에 화기를 장비함으로써 탑승자의 보호라는 측면에서도 문제를 남기고 있다. 제2화에서 시로기가 수중에 있던 노리스 팩커드가 조종하는 육전형 자쿠 II에 발포하여 중파시킨다. 제6화에서는 시로기가 지근 거리에서 아프사라스에 발포해 제어불능에 이르게 할 정도의 손상을 주고 있다. 멀티 런처에는 발사 후 탄두에서 그물(네트)이 전개되어 적기를 얽히게 해 움직임을 봉쇄하는 네트건과 섬광탄이 장전되어 있다.
빔 사벨
형식 번호: X.B.Sa-G-03
RX-78과 동일한 연방군 표준 타입의 빔 사벨이며, 외관에 미세한 차이가 있는 것을 제외하면 기본적으로는 동일한 것이다. 장비하는 부위는 다리 부분(종아리에 해당하는 부분)의 내방형 사벨 락으로 변경되었는데, 이것은 지상용이기 때문에 자세 제어 스러스터나 연료 탱크가 생략되어 공간이 빈다는 것과 방진 대책을 겸한 조치이다. 작품 내에서는 최저 출력으로 조정한 후에 쌓은 눈을 빔을 이용해 노천탕을 만들어낼 때도 이용되었다.
로켓 런처
형식 번호: YHI ERRL-TYPE.Doc-04/380mm, NFHI RPHB-type.Doc-04/380mm
육전형 짐과 공통된 무장이다. 장탄수는 7발이다. 밀림에서의 취급도 고려되어 포신이 짧은 것으로 되어 있다. 《기동전사 건담 제08MS소대》 작품 내에서는 제3화에서 샌더스기가 장비하여 마사드가 조종하는 전투 헬기를 격추시켰다.
미사일 런처
형식 번호: YHI 6ML-79MM
육전형 짐과 공통된 무장이다. 야시마 중공이 제작하였다. 장탄수 6발의 추적 성능이 높은 장비로, 카렌기가 제3화 등에서 장비하고 있다. 미사일 런처는 육전 강습형 건탱크에도 2발분이 장비되어 있다.
롱 레인지 빔 라이플
형식 번호: BLASH XBR-X-79YK
브래시사가 제작하였다. 발사 중인 잔지바르급 케르겔렌을 지상에서 저격해 엔진부를 파괴하고, 여기서 탈출한 구프 플라이트 타입을 저격할 수 있을 정도의 장거리 사격 능력을 지녔다. 단독으로도 휴대가 가능하며, 초장거리 사격 시에는 장시간의 고출력 빔의 방출이 가능한 대신에 엄청난 열을 내기 때문에 사격 중에는 냉각재가 끊기지 않도록 냉각 장비와의 연결이 필수적이다. 주로 육전형 짐용의 장비지만, 육전형 건담에서도 사용이 가능하다.
실드
형식 번호: RGM・S-Sh-WF/S-00109
"실드 S"라고도 불린다. 건담이나 짐의 실드에 비해 취급을 고려해 소형이 되었다. RX-78-2 건담과 같이 실드를 등에 마운트하는 것도 가능하다. 형제기라고도 할 수 있는 육전형 짐에서도 채택되었다. 실드의 끝부분은 공격에도 사용할 수 있으며, 참호를 파는 것도 가능하다. 제3화에서는 전투 헬기가 발사한 미사일의 직격탄을, 제9화에서는 마젤라 어택의 175 mm포의 직격탄을 견뎌내고 있으며, 가우 공격항모의 대공기총에 의해 카렌기의 실드가 분쇄되었다.
게임 등에서는 오프닝 씬의 재현으로 실드를 지면에 꽂고 그 위에 180 mm 캐논을 올리고 발사하고 있다. 모형에서는 오프닝의 마지막의 무릎 앉아 자세로 180 mm 캐논을 쏘고 있는 장면에 실드를 추가한 포즈나, 떨어져 있는 위치에 있는 실드와 캐논을 고정시키는 막대형 파츠를 사용하는 것으로 재현하고 있다.
덧붙여 이 타입의 실드는 《기동전사 건담 UC》 OVA판의 Ep 4의 토링튼 기지 공방전에서 짐 II가 사용하고 있는 것을 확인할 수 있다.
개량형 실드
형식 번호: RGM・S-Sh-WF/S-00116・Ap-A
기존 형태의 실드에 아플리케 아머 (리액티브 아머라고 하는 설도 있음)를 보강한 것이다.
네트건
탄두를 발사한 후에 네트(그물)을 전개하는 장비이다. 적기의 포획 등에 사용된다
건담 해머
제11화에서 아프사라스 III의 공격을 받는 중 1대가 이를 장비하고 있음을 확인할 수 있다.
웨폰 랙
본 기체의 등 부분에는 웨폰 컨테이너나 패러슈트 팩 등 다양한 장비를 장착하는 웨폰 랙이 존재한다. 랙에는 접이식 서치 라이트가 갖추어져 있다. 포크 리프트 부분은 전개 및 수납이나 높낮이의 조절이 가능하다.
웨폰 컨테이너
웨폰 랙에 장착이 가능한 예비 무장용 컨테이너이다. 재질은 루나 티타늄을 채택하고 있다. 컨테이너 내부에는 앞서 서술한 유닛화한 180 mm 캐논이나 로켓 런처, 미사일 런처 등의 대형 화기를 작전에 따라 분해하여 수납하거나 휴대하는 것이 가능하다. 지상전에서는 보급선이 끊어지는 경우도 많아서 MS 단독으로 운용할 때 도움이 된다.
B 컨테이너
코믹스판의 오리지널 장비이다. 앞서 서술한 100 mm 머신건의 탄창에 자동 급탄 장치가 붙어 있어 소대 단위의 전투에 화력 지원을 한다. 모빌 슈트의 암을 움직이지 않고도 컨테이너에 내장된 암에 의해 자동으로 급탄되므로, 급탄의 타임 로스를 줄일 수 있다.
패러슈트 팩
육전형 건담 전용으로 개발된 공수작전용 팩이다. 웨폰 랙에는 하부에 스페이서를 물려서 부착한다. 상단의 패러슈트(낙하산) 수납부와 하단의 로켓부의 2단 구성으로 되어 있으며, 로켓부의 중앙은 켄테이너가 된다. 패러슈트의 전개 및 강하 시에는 팩마다 분리해, MS 본체의 어깨 부분에 구비한 슬링 바를 통해서 벨트로 현가된다.
니 아머
타격에 의한 격투전과 쪼그리고 앉았을 때 지면에의 설치성을 고려해, 무릎 부분에 스파이크가 장착되어 있다. 또한, 육전형 짐에도 기구를 간략화한 것이 장착되어 있다.
헤드 장비
본기에서는 머리 부분에서 발칸포가 철거되어 있고, 머리 부분 좌측에는 색적용의 스노클 카메라가 장착되어 있다. 또한, 교체 장비로 머리 부분 우측용의 "원거리 통신용 팩"이나 머리 부분 좌측용의 "증가 발칸 포드"도 존재한다.
기타 장비
아케이드 게임 《기동전사 건담 전장의 유대》에서는 불팍 머신건을 사용할 수 있다. 흉부의 멀티 런처는 원작에서는 볼 수 없는 성능의 무장이 되고 있다.
〈1/144 HGUC 육전형 건담 지상전 세트〉의 패키지 CG에서는 짐 헤드가 육전형 짐의 레일 캐논을 장비하고 있다.

### 작품 내에서의 활약
《기동전사 건담 제08MS소대》의 서두에서 밀림 속에서 본기의 머리가 굴러다니고 있어 이미 전투에 참가해 중대한 손상을 입은 기체가 있는 것을 알 수 있다. 제2화에서는 제08소대 외에 건담 해머(플레일형의 모닝스타)를 장비한 제06소대의 기체도 등장한다. 이보다 본격적으로 전투 장면이 늘어나 육전형 자쿠 II를 다수 격파하는가 하면 토치카 진지 등을 공략했다. 제6화에서만 샌더스 중사의 기체에 미켈 니노리치 상병이 탑승해 아프사라스 포획 작전에 참가했다. 작전에 있어서 소대의 전 기체에 귀중한 빔 라이플이 지급되었지만, 아프사라스에 대한 공격은 사전에 감지되어 회피되고 만다. 작전의 실패 후, 사격을 담당한 미켈기를 돕기 위해 아프사라스에 붙은 시로기가 발칸포를 지근거리에서 발사해 맞부딪치는 형태로 중파된다. 그 이후에는 빔 라이플이 본기의 표준 장비가 되어, 제8화에서는 10 km 떨어진 장소에서 적 MS를 장거리 저격하는 데 성공했다.
이야기 종반에 본기는 지온군의 맹렬한 저항으로 고전하는 광경이 늘었다. 중파된 시로기는 Ez8으로 개수되었고, 카렌기는 앗가이의 기습으로 머리 부분이 파괴되는 바람에 육전형 짐의 머리로 교체되었으며, 샌더스기도 마젤라 어택의 175 mm 포에 의해 다리 부분이 손상되었다. 또한, 유일하게 결정적인 손상이 없었던 샌더스기는 블레이드 안테나가 회색으로 도장되는 변경이 있었다. 제10화에서 지온군 라사 비밀 기지 공략전에서는 카렌기가 돔에 몰리게 되어, 호위 목표인 양산형 건탱크에게 거꾸로 도움을 받았다. 그 직후의 전투에서는 08소대 전 기체가 노리스 대령이 탑승하는 구프 커스텀에 농락당하며 겨우 구프 커스텀을 격파했지만 서로 맞받아치는 형태로 양산형 건탱크 3기는 모두 격파당했다.

### 사막 사양
사막 지대에서의 전투도 충분히 고려되었기 때문에 흉부의 에어 인테이크용 방진 필터 등의 옵션 파츠가 준비되고, 관절부나 매니퓰레이터에 방호 커버를 장착시켜 방진화된 사양도 존재한다. 각종 옵션 장착을 위해 기체 각 부분에 장착 어태치먼트 및 설치 작업용 비계 등도 장비되어 있다.
이 "육전형 건담(사막 사양)"이라는 기체명은 《기동전사 건담 제08MS소대 오피셜 아카이브스》에 의한 것이지만, 자료에 따라서는 "선행 양산형 건담(사막전 장비)"라고도 호칭된다.

### 짐 헤드
앗가이와의 전투에서 머리 부분이 파괴된 카렌기가 육전형 짐의 머리로 보수한 모습이다. 우군으로부터는 "짐 헤드"라고 불린다.
이 "짐 헤드"라는 기체명은 〈1/35 UC 하드 그래프 육전형 건담 지상전 세트〉에 의한 것이지만, 카드 다스 〈모빌 파워즈〉의 카드에서는 "육전용 양산형 시작 건담(짐 헤드)"라는 호칭이 사용되었다.

## 건담 Ez8
아프사라스 II와의 전투에 의해 중파된 극동 방면군 코지마 대대 제08MS 소대장 시로 아마다 소위의 기체를 대규모로 개수한 것이다. 육전형 건담 자체가 품질 검사에 적합하지 않은 잉여 파츠로 제조된 기체였기 때문에 전선에서 보수용 파츠의 공급은 충분하지 않았고, 개수에는 육전형 짐의 파츠나 현지 조달된 각종 정크 파츠 등이 사용되었다. 본 기체는 그러한 현지 개수기 중 하나이다. 이 때 파손 부분의 보수뿐만 아니라, 전투 데이터나 시로 아마다 소위의 의향도 반영되어, 보다 지상전에 적합한 개수가 행해졌다.
기체의 개수 작업은 2주 만에 완료되었다. 머리 부분의 V자형 안테나는 밀림에서 파손되기 쉬웠기 때문에, 로드 안테나로 변경되었다. 이 부위도 다른 병기에서 유용한 것이다. 육전형 건담과 마찬가지로 어깨 아머에는 슬링 바를 설치하고 있다. 여기에 패러슈트 팩용의 벨트를 장학하는 것이 가능하다. 또한, 백팩은 외관은 육전형 건담과 다르지 않지만, 추력이 강화되었다. 개수에 의해 재질의 등급이 저하된 곳도 있지만, 장갑 형상의 단순화에 의해 경량화와 대탄성, 정비성의 향상이 도모되고 있다.
메카닉 디자인은 야마네 키미토시가 담당하였다. 또한, 본기의 파일럿인 시로 아마다를 연기한 성우 히야마 노부유키는 가장 좋아하는 모빌 슈트(MS)로 Ez8을 꼽고 있다.
무장
고정 무장으로 다리 부분에 빔 사벨을 장비하고 있는 점에는 변경이 없지만, 그 이외의 무장의 변경이 이루어지고 있다. 휴대 무장은 육전형 건담의 개수기이기도 하므로, 육전형 건담의 무장은 모두 사용이 가능하다.
35 mm 헤드 발칸포
Ez8에서는 육전형 건담이 장비하고 있던 스노클 유닛 등이 생략되었기 때문에 새롭게 장비되었다. 머리 측면에는 배출구를 설치했다.
12.7 mm 대보병용 선회식 발칸
육전형 건담에서 흉부 발칸이나 멀티 런처는 대인용으로는 위력이 과했지만 장비되었다. 육전형 건담의 흉부에 장비된 화기와 비교해 사각이 넓고, 병설된 센서에 의해 조준을 실시한다. 대보병용 장비이지만 시로 아마다가 대인 병기에 의한 무차별 살상을 싫어하기 때문에 위협용으로 설치되어 있다.
또한, 이 장비가 탑재되는 흉부 장갑판에는 격파한 자쿠 II의 실드 2개를 이용해 잇댄 것을 사용하고 있다. 그 장갑판은 개폐식으로 해 정비성을 높이고 있다.
니 스파이크
무릎 보호대 부분의 선단에 부착된 부품으로, 가동식으로 되어 있으며 사격시 접지 등에 사용된다.
작품 내에서의 활약
시로 아마다의 탑승기로 지온 공국군 비밀 기지 공략 작전에 참가해, 구프 커스텀과 아프사라스 III를 격파하지만 기체는 대파되고, 시로는 행방불명된다.
명칭의 유래
Ez8은 "Extra-Zero-8 (08소대 특별기)"의 약자이다. 기체명의 유래는 제2차 세계 대전의 미국 전차인 M4 셔먼의 후기 생산형인 M4A3E8, 통칭 이지 에잇이다. 또한 적기의 자재를 재료로 한 증가 장갑을 사용하는 아이디어는 T26E4 슈퍼 퍼싱으로부터인 것을 디자이너가 잡지 《B-CLUB》의 칼럼에서 말하고 있다.

### 건담 Ez8 (코어 부스터 장비)
소설판 《기동전사 건담 제08MS소대》에 등장하는 Ez8의 하반신을 코어 부스터로 변경해 비행을 가능하게 한 기체이다. 아프사라스로부터 아이나 사할린을 구출하기 위해 현장에서 응급 개조되어 시로에 의해 편도 사용되었다. 무장은 실드와 머신건을 장비하고 있지만, 공중에서의 회피 능력은 없는 것이나 마찬가지이다. 날 수 있을지조차 모르는 기체인데다 코어 부스터 자체도 어디서 조달해 왔는지는 불분명하다.

### 건담 Ez8 改
게임 《SD건담 G제너레이션 개더 비트》에 등장하는 기체이다. 이 작품에서 Ez8은 시로기와는 다른 상태가 좋지 않은 육전형 건담을 니나 퍼플턴이 개수해, 알프 카무라의 제안으로 시로의 탑승기가 되는 경위를 가지고 있다. 이 Ez8을 전장이 우주로 옮겨졌을 때, 우주용으로 다시 개수를 실시한 것이다. 또한 무장의 180 mm 캐논이 200 mm 캐논으로 변경되었다.
속편의 게임 《SD건담 G제너레이션 개더 비트 2》에서는 설정이 변경되어, 일년전쟁 시기부터 시로가 타고 있던 기체를 그리프스 전역 시기의 기술을 도입해 개수하여 성능의 향상을 도모한 것으로 되어 있다. 외관은 그대로지만 내부 메카가 시대에 걸맞는 것으로 변경되었기 때문에 성능은 당시의 MS에도 뒤쳐지지 않았다. 우주전투용의 기체이지만 《SD 건담 G 제너레이션 개더 비트 2》 이후는 범용기가 되고 있다.

#### 건담 Ez8 하이 모빌리티 커스텀
게임 《SD건담 G제너레이션 개더 비트》에 등장하는 Ez8 改의 개조 플랜기의 하나로, 일년전쟁 후반에 시로 아마다가 우주로 나갔을 경우를 가정한 if 설정의 기체(형식 번호: RX-79Ez-8/HMC)이다.
정크 파츠 중에서 조립한 "벡터 도스 라스터"라고 불리는 고기동 모듈을 장비한 기동력 중시의 기체이다. 원래 육전형의 기체였던 Ez8을 고기동 우주간 전투에 대응시키기 위해 대폭적인 개수가 이루어졌으며, 장갑과 화력을 희생해 높은 기동력을 실현시켰다. 특히 다리 부분의 장갑은 대폭 삭제되었으며 중력 하에서의 운용은 전혀 고려하지 않았다. 무장은 빌 스프레이 건 II와 빔 사벨로 한정된다.
메카닉 디자인은 카타기리 케이이치로가 담당하였다.

#### 건담 Ez8 헤비암드 커스텀
게임 《SD건담 G제너레이션 개더 비트》에 등장하는 Ez8 改의 개조 플랜기의 하나로, 일년전쟁 후반에 시로 아마다가 우주로 나갔을 경우를 가정한 if 설정의 기체(형식 번호: RX-79Ez-8/HAC)이다.
살라미스급 우주 순양함의 주포를 전용한 대구경 빔 포 "살라미스포" 2문을 장비하는 화력 중시의 기체이다. 백팩의 무장 컨테이너는 살라미스포에 에너지를 공급하는 콘덴서 등의 기기를 내장한 모듈로 개조되고 있으며, 다리 부분에는 볼의 매니퓰레이터가 이식되어 있다. 이것에 의해 포신의 흔들림을 억제하여, 높은 정밀도로 포격을 실시할 수 있게 되었다. 본기는 우주전투용이지만 게임 《SD건담 G제네레이션 어드밴스》에서는 범용기로 변경되고 있다. 살라미스포 이외의 무장은 100 mm 머신건과 빔 사벨이다.

## 《기동전사 건담 썬더볼트》에서의 육전형 건담
만화, 애니메이션 《기동전사 건담 썬더볼트》 제2부 및 외전 《모래쥐 숀》에 등장(형식 번호: RX-79[G])한다.
《기동전사 건담 제08MS소대》에 등장하는 기체와 달리 머리가 건담 타입인 것 외에는 짐(썬더볼트판) 그 자체이며, 콕피트도 흉부가 아니라 짐과 같이 복부에 설치되어 있다. 또한 이마의 블레이드 안테나 대신 지구연방군의 엠블럼을 달고 있는 것이 특징이다. 일년전쟁 후의 지구가 무대인 제2부에서 스파르탄대의 주력 MS로 배치되고 있으며, 부대원들로부터 "얼굴뿐인 가짜가 증가했다"라며 기능이 짐과 다름없는 본기를 비꼬고 있다. 그러나 백팩의 스러스터는 짐의 것보다 대형인 것 외에, 발 부분이 호버 크래프트로 되어 있는 등, 짐에 비해 중력 하에서의 기동성은 높은 기체로 여겨진다.
《모래쥐 숀》에 등장하는 기체는 컬러링이 붉은 갈색 기조에 머리의 형상도 다르며, 사지 등 기체 곳곳에 방진 처치가 되고 있다. 또한 그 속편인 《사막의 규칙》에서는 현지 개수기인 "RX-79[G]BO 건담 바운서"가 등장한다.
애니메이션판에서 강습 양륙함 스파르탄에 배치된 기체는 "육전형 건담 S형"으로 여겨진다(형식 번호: RX-79[GS]).
덧붙여 제1부의 아 바오아 쿠로의 강행 돌입 부대에 머리 부분의 형상이 동일한 양산형 건담이 등장하지만, 이쪽은 짐의 기체 그대로에 머리 부분만 환장한 "건담 헤드"라고 불리는 기체로, 어디까지나 짐의 베리에이션기이다.

## 블루 데스티니
게임 《기동전사 건담 외전 THE BLUE DESTINY》에 등장하는 기체이다.
지구연방군으로 망명한 전 플라나간 기관 소속의 연구자인 크루스트 모제스가 개발을 주도한 기체이다.
기체에는 크루스트 모제스가 망명할 때에 가져온 "EXAM 시스템"이 탑재되어 있다. 기체색은 크루스트 개인의 취향에 따라 파란색으로 도장되었다.
육전형 건담을 베이스로 대폭적인 개수가 가해지고 있다. 제너레이터  출력의 강화에 더해, 각 관절부에 마그넷 코팅을 시험적으로 실시해 운동성을 향상시켰다. 화력면에서도 육전형 건담의 표준 장비인 흉부 기관포를 1문에서 2문으로 증가시켰으며, 복부 양 옆에는 유선식 미사일을 추가 장비하는 등 원형기를 크게 상회하고 있다. 또한 육전형 건담을 베이스로 했기 때문에 기본 사양은 지상용의 기체이지만, 백팩을 환장함으로써 우주전도 가능하게 하고 있다.
무장
헤드 발칸포
자료에 따라 1~3호기에 탑재되어 있다고 하는 것과 2호기, 3호기에만 탑재가 확인된다고 하는 것이 존재한다.
흉부 발칸포
흉부에 장비되어 있다. 60 mm 구경의 탄환을 발사한다.
복부 유선 미사일 런처
복부에 장비되어 있다. 유선식 미사일로 미노프스키 입자의 살포 하에서도 근거리라면 확실히 적기를 파괴할 수 있다.
100 mm 머신건
연방군 MS의 보급 장비이다.
빔 라이플
육전형 건담에 채택된 것의 개량형으로 본격적인 양산을 위한 디바이스 등을 가지고 있다.
2연 빔 포
건담 프라모델 〈1/144 HGUC 블루 데스티니 3호기 "EXAM"〉에 부속되어 있다. 짐 도미넌스의 것을 유용한 것으로, 대구경 빔에 의해 높은 위력을 발휘한다.
빔 사벨
연방군 MS의 일반적인 무장이다. 원형기인 육전형 건담과 마찬가지로 다리 부분에 격납된다.
실드
2호기의 경우에는 짐 커맨드 계열의 것과 동형의 실드를 채택하고 있다. 3호기의 경우에는 프로토타입기용 실드를 베이스로 엣지 부분을 개량한 모델이 준비되어 있다.

### 블루 데스티니 1호기
처음에는 육전형 짐을 베이스로 EXAM 시스템을 통합한 전용의 헤드 유닛을 탑재한 시험기로 개발되었지만, 육전형 짐을 베이스로 한 기체에서는 시스템이 요구하는 움직임을 견디지 못하고 목표치에 도달할 수 없었기 때문에 머리만 그대로이고 나머지는 RX-79 육전형 건담을 베이스로 신규 개발한 기체에 이식되었다. 본체는 육전형 건담이지만, 머리의 외형 때문인지 "푸른 짐"이라고 불리고 있다.
당초 시험에서는 폭주를 반복해 그 과부하를 견디지 못하고 탑승한 파일럿 여럿을 죽음에 이르게 하였다. 한 야간 시험에서는 인근의 전장으로 유인하듯이 기동한 EXAM 시스템에 조종되듯 탑승 파일럿마다 폭주한 기체가 작전 종료 후 우군 부대를 습격해 괴멸 상태로 몰아넣었다. 그 때에 있던 "모르모트대"와도 교전했지만, 반대로 손상을 입어 파일럿이 사망하였다(매체에 따라서는 사망하지 않는 것도 있다). EXAM 시스템의 폭주에 의해 성능의 한계까지 혹사한 기체는 오버 히트를 일으켰지만 리모트 기능에 의해 철수하였다.
그 후, 기체를 회수한 알프 카무라 기술 사관은 EXAM 시스템에 리미터를 걸어, 이것에 의해 1호기의 EXAM 시스템은 통상 50%만 작동하게 된다. 게다가 블루 데스티니 1호기를 손상시킨 실험 부대인 "모르모트대"에 관심을 가지게 되어, 그 부대의 에이스인 유우 카지마의 탑승기가 되었다.
기체 자체가 "푸른 사신"이라는 별명을 가지고 있다.
작품 내에서의 활약
EXAM 시스템을 기동한 본기는 리미터가 부착되어 있지만, 지온 공국군 제압 하의 캘리포니아 베이스 부근에 존재했던 지온의 미사일 기지를 단독으로 몇 분만에 궤멸시키는 활약을 보였으며, 우군 부대에 대한 미사일 공격을 저지한 후에는 캘리포니아 베이스 공략 작전에 원군으로 참가해, 지온의 님버스 슈타젠 대위가 탑승한 이프리트 改와 교전해 물리치지만, 파손되어 행동불능으로 보였던 이프리트 改의 팔 부분의 그레네이드 런처로부터 발사된 탄에 의해 EXAM 시스템이 존재하는 머리 부분이 파괴된다(《기동전사 건담 사이드 스토리즈》판에서는 님버스의 부하의 특공에 의해 파괴된다). 소설판에서는 이프리트 改를 버린 님버스에게 탈취된 블루 데스티니 2호기의 빔 사벨에 의해 머리 부분을 관통당한다. 그 후의 행방에 대해서는 불명이다.
게임 《기동전사 건담 배틀 오퍼레이션 Code Fairy》의 〈어나더 미션: NF편〉에서는 밤에 캘리포니아 베이스 부근에서 공국군의 은닉 부대 "노이지 페어리"와 교전한다. 티타니아에 탑승하는 알마 슈틸너 소위는 구면인 매리언 웰치의 존재를 느끼고 있었다.
비고
《모형전사 건프라 빌더스 비기닝 G》에서는 백팩과 다리 부분 버니어를 환장한 우주전 사양의 설정화가 그려졌다. 색지정도 게임의 설정화와는 약간 다르다. 작품 내에서 건프라는 빔 라이플을 사용하고 있다.

### 블루 데스티니 2호기
1호기와는 달리 처음부터 육전형 건담을 베이스로 제조되었기 때문에 머리는 건담 타입이다. 기본 사양은 1호기와 동일하기 때문에 성능 차이는 거의 존재하지 않는다고 하지만, 우주전을 상정하고 있기 때문에 백팩 등이 변경되었다. 또한, 빔 라이플을 운용할 수 있는 특징을 가지고 있다. 2호기의 EXAM 시스템에는 리미터가 설정되어 있지 않으며, 파일럿에게 미치는 부담 폭주할 위험성이 매우 높다.
작품 내에서의 활약
지온군 특수 부대에 의해 강탈되어 님버스의 탑승기가 된다. 원래는 전신이 파란색으로 도장되어 있었지만, 이프리트 改와 마찬가지로 님버스의 퍼스널 마킹으로 양 어깨가 빨간색으로 도장되었다. 그 후, 사이드 5주역에서 유우의 블루 데스티니 3호기와 교전하였다. 사투 끝에 서로에게 타격을 주며, 폭발 직전에 3호기를 대파시킨다. 직후에 블루 데스티니 2호기는 폭발하여 파일럿인 님버스와 운명을 함께 했다.

#### 블루 데스티니 2호기 Ω
만화 《기동전사 건담 카타나》에 등장(형식 번호: RX-79BD-Ω)한다. 기체 색상은 회색이다.
신 페더럴이 정신 감응 AI 시스템인 "요도(妖刀)"를 개발하기 위해 EXAM 시스템의 해석을 목적으로 블루 데스티니 2호기를 베이스로 개발한 기체였지만, 중요한 EXAM 시스템의 데이터가 거의 없었기 때문에 일부는 독자적인 이론을 바탕으로 개발된 "NEO EXAM 시스템"을 탑재하고 있다.
사이드 7에 있는 신 페더럴 소유의 서브 콜로니 내에 보관되어 있었지만, 이 시설 내에서 돌멜 두에에 이식된 정신 감응 AI "요도"의 기동 테스트 중에 공명하고, 파동에 휘말린 지온군 잔당의 수치 오코넬이 탑승하여 폭주한다.

### 블루 데스티니 3호기
본래는 2호기의 파츠 조달용의 예비기였지만, 강탈된 2호기의 추격 임무를 받고 급히 실전에 투입되었다. 2호기와 기본 사양은 동일하기 대문에 성능 차이는 없지만, 우주용으로서 기능이 탑재되어 있다. 또한, 크루스트 박사의 손으로 넘어가지 전에 실전 투입되었기 때문에 기체 색상은 흰색을 기조로 한 채로 되었다. EXAM 시스템은 1호기와 마찬가지로 시한 리미터가 설정되어 있기 때문에 시스템은 통상 50%만 작동하게 된다.
작품 내에서의 활약
손상된 1호기를 대신해 유우 카지마의 탑승기가 된다. 지구 상에서의 몇 차례 임무를 거쳐 지온 공국군의 EXAM 시스템 실험 시설 콜로니의 조사 임무에 투입된 직후 발생한 콜로니 외부 우주 공간에서의 전투에서 지온군에게 탈취당한 2호기와 교전을 벌이다가 사투 끝에 대파되었다. 이에 따라 지온군의 이프리트 改를 포함한 EXAM 탑재기는 모두 소실되었고, EXAM 계획은 어둠 속에 묻히고 말았다.

#### 블루 데스티니 3호기 改
게임 《SD건담 G제네레이션 개더 비트》에 등장하는 오리지널 모빌 슈트(MS)이다. 외관은 3호기와 다르지 않지만, 공격력, 방어력, 명중률 등 종합적으로 성능이 향상되었다. 게임에서는 님버스와 싸우는 이벤트를 발생시키지 않으면 끝까지 사용할 수 있지만, 이 경우 마리온은 붙잡힌 채로 동료가 될 수 없게 된다.

#### 블루 데스티니 3호기 改 (짐 헤드)
우주세기와는 세계관이 다른 만화 《건담 EXA》에 등장하는 기체(형식 번호: RX-79BD-3Re)이다.
애너하임 일렉트로닉스의 기술원이 대파된 2호기와 3호기를 회수해, 전후에 기술 연구를 위해 수복했다. 육전형 건담의 파츠를 입수할 수 없었기 때문에 머리 부분이 1호기와 같은 짐 계통의 것으로 바뀌었다. EXAM 시스템은 불완전한 것으로 탑재되었지만 스스템의 바탕이 되는 뉴타입 소녀 마리온 웰치가 탑승함으로써 EXAM 시스템의 발동 시와 거의 비슷한 성능을 발휘하며, 관절 부분이 발광하고, 머리 부분, 다리 부분, 백팩의 파츠가 전개된다.
덧붙여 《건담 EXA》에서 그려지는 것은 세계 외부로부터의 간섭에 의해 블루 데스티니 1호기와 Ez8의 접촉(상기한 《SD건담 G제네레이션 개더 비트》와 같은 전개)이 발생한, 본래와는 다른 왜곡된 세계이다.

## 만화 《더 블루 데스티니》에서의 블루 데스티니
《기동전사 건담 외전 THE BLUE DESTINY》의 리메이크 만화 《더 블루 데스티니》(이하 "더 블루"로 약칭)에서는 원작과 일부 설정이 다르며, 이 작품만의 베리에이션(사양 변경) 기체도 등장한다. 또한, 2호기와 3호기는 베이스기가 변경되었다. 또한, 타이틀에서는 가운뎃점이 추가되었지만, 기체 명칭의 표기는 "블루 데스티니" 그대로이다. 메카닉 디자인은 나오키가 담당(0호기는 제외)하였다.

### 블루 데스티니 0호기
원작에서 설정 상으로 존재하는 EXAM 시스템을  처음으로 탑재한 육전형 짐을 베이스로 한 시험제작기를 오오카와라 쿠니오가 신규로 디자인한 기체이다. 또한 "0호기"라는 명칭 및 형식 번호도 《더 블루 데스티니》에서 설정(형식 번호: RGM-79BD-0)되었다.
나중에 1호기에 탑재되는 특징적인 머리는 그대로이지만, 동체부의 에어 인테이크가 크고, 사지나 허리 부분에 같은 배기 덕트가 설치되고, 게다가 백팩으로부터 흉부에 걸쳐 파이프가 뻗어 있다. 머리 부분에 발칸포를 탑재하고 있지만 더미나 마찬가지로 실질적으로 비무장이다. "블루"라는 이름을 가지고 있는 기체지만 원래 실전 투입 등은 고려되지 않았기 때문에 컬러링은 흰색을 기조로 하고 있다.
머리가 1호기에 이식된 뒤에도 동체 부분은 남겨져, 강탈되는 2호기를 제지하기 위해 클레어 킬머가 탑승하지만 2호기에 의해 파괴된다.

### 블루 데스티니 1호기 (더 블루판)
원작판을 기본으로 하지만(형식 번호: RX-79BD-1), EXAM 발동 시에는 붉은 발광뿐만 아니라 백팩이나 다리 부분의 스러스터, 어깨 아머가 전개되며, 머리 부분의 바이저가 내려가는 기믹이 추가되었다. EXAM 정지 시에는 이들이 원래대로 돌아가는 것 외에 상완부, 무릎, 허리 부분 앞면의 장갑을 개방해 폐열을 방출시킨다. 또한, 흉부 좌우의 유닛은 작전에 따라 환장이 가능하다.
1111월 중순, 캐나다의 대서양 연안 부근의 산속에서 클레어를 테스트 파일럿으로 삼아 EXAM의 양산 시제 시스템인 "오르타"의 실험을 하던 중 폭주하여, 부근의 적 기지를 공격하던 모르모트대와 교전한다. 유우의 순간적인 판단으로 파라볼라 안테나에 깔리지만, 무사히 철수한다. 이때 오른쪽 메인 카메라를 파손당했기 때문에, 둥근 눈에서 건담 타입의 트윈 아이로 교체되고 또한, 머리 오른쪽에 시스템 모니터링을 위한 안테나 일체형 유닛이 추가되어(〈1/144 HGUC 블루 데스티니 1호기 "EXAM"〉에도 부속) 모르모트대 제1소대에 배치된다.

#### 블루 데스티니 1호기 (스텔스)
미노프스키 입자의 살포 하에서 스텔스의 유효성을 시험하기 위한 사양(형식 번호: RX-79BD-1ST)이다.
노획한 이프리트 나하트로부터 얻은 스텔스 기술을 응용해, 통상적으로는 검은색이지만 전류를 통하게 하는 것으로 주위에 가까운 색으로 바뀌는 특수 도장으로 칠해져 있다(다만, 열에는 약하다). 흉부 좌우의 유닛은 철저한 폐열 제어를 행하는 것으로 환장하고, 차쳘차음 코트(망토)를 걸치고, 내부 액추에이터의 정음성 향상과 발바닥에 특수 신소재를 사용함으로써 발생음의 95% 감소에 성공하고 있다. 휴대하는 신형 라이플에도 소음 효과가 있지만, 그만큼 사정 거리는 부족하나 머리 좌측에는 센서 재머가 추가되어 있다.
지온에게 약탈당한 회화 "퓨처 월드"의 탈환 작전인 "프로젝트 레거시"에 육전형 짐 (스텔스) 2기와 함께 참가하여, 회화를 수호하는 구프 비잔타 및 구프 전술 강공형을 쫓아, 접수 저지에는 성공하지만 회화는 작자 본인에 의해서 불타 버리고 만다.

#### 블루 데스티니 1호기 (풀 암드)
본래는 목적이나 용도에 따라 별도로 장비하는 추가 장갑, 환장형 흉부 유닛, 어깨부 빔 캐논 유닛을 한 번에 장비하는 사양(형식 번호: RX-79BD-1FA)이다. 추가 장갑은 양 어깨(미사일 내장), 흉부 중앙, 허리 부분 앞면, 양 무릎에 장비한다. 흉부 유닛은 왼쪽에 개틀링포와 같은 화기를 내장한다. 백팩의 추가 유닛의 측면에 건캐논 II와 동형의 빔 캐논과 다목적 정밀 조준 시스템을 장비하고 양 어깨의 추가 장갑에 미사일 런처를 고정하며, 양손에 짐 도미넌스의 2연장 빔 캐논을 휴대한다. 중화력이 뛰어나지만 너무 과한 중장비 때문에 EXAM 시스템을 활용할 수 없다.
캘리포니아 베이스 탈환 작전에서 북미 뉴번 기지로부터 미데아에 탑재되어 출격하여, 비무장으로 강하해 제2소대, 제3소대의 원호와 우군기의 짐 커맨드 캐논의 보조에 의해 컨테이너로 투하된 무장류를 장착한다. 족크와의 전투에서는 양 어깨와 백팩의 무장을 배제하고 무게를 가볍게하여 2연장 빔 캐논 1정을 파손당하고 격파한다. 직후의 이프리트 改와의 일대일 대결에서는 흉부 추가 장갑을 배제하고, 최종적으로 승리하지만 버려진 세르주 라우의 돔에 의한 지근 거리에서의 자이언트 바주카의 일격에 의해 머리가 파괴된다.

### 블루 데스티니 2호기 (더 블루판)
오거스타 방면으로부터 융통한 "최신의 건담"을 베이스로 제작된 기체(형식 번호: RX-80EXAM-2)이다.{ 크루스트에게 익숙한 지온계의 기술을 응용한 올라운더로 개발되고 있으며, 폭주의 트리거가 되는 사이코뮤의 수신 기능을 축소한 "EXAM의 내적인 힘을 이끌어내는 기체"라고 한다. 게임판과 마찬가지로 님버스 슈타젠에게 빼앗기고, 기지에 배치된 MS를 단독으로 전멸시키고 있다.

#### 블루 데스티니 2호기 (개수형)
2호기를 우주에서 개수한 기체로 정식 명칭은 불명이다. 정수리의 메인 카메라가 지온 특유의 모노 아이형으로, 백팩도 변경되어 양팔은 이프리트 改 (공간 전투 사양)와 비슷한 것으로 환장되어 있다. 더욱이 무기로 이프리트 改의 히트 사벨을 장비하고 있으며, 허리 부분에는 이것을 마운트시키기 위한 어태치먼트가 새롭게 추가되었다.

### 블루 데스티니 3호기 (더 블루판)
2호기와 마찬가지로 최신형의 건담을 베이스로 동시 병행해서 개발된 기체이며, 광학 위장에 의한 스텔스 시스템의 시험적인 탑재나, 후술하는 풀 암드와 같이 기체에 장비의 확장성을 갖게 하는 등 연방의 최신 기술을 결집시킨 초고기동형으로 여겨지고 있다(형식 번호: RX-80EXAM-3). 기체 컬러는 본래 세이버 피쉬를 타고 있던 유우에 맞추어 베이스기인 육전형 건담을 연상시키는 배색으로 변경되고 있다. 덧붙여 이 컬러링은 연방군으로부터 개발 예산을 쥐어 짜내기 위한 선전으로서의 의미도 강하며, 크루스트 박사도 "개발 자금을 위해서"라고 마지못해 받아들이고 있다.

#### 블루 데스티니 3호기 (풀 암드)
3호기에 1호기(풀 암드)와 동일한 추가 무장을 실시한 것(형식 번호: RX-80EXAM-3FA)이다. 백팩에 부스터와 프로펠런트 탱크가 추가되어 기동력도 향상되고 있다.

## 기타 베리에이션

### 슬레이브 레이스
게임 《기동전사 건담 사이드 스토리즈》의 시나리오인 〈기동전사 건담 외전 미싱 링크〉에 등장한다.
육전형 건담을 베이스로 강화 개수한 커스텀 기체이다. 주로 센서, 광학 카메라, 통신 기기가 최신의 것이 되고 있으며, 그에 따라 머리 부분의 형상이 변화하였다. 개발 중의 시험 제작 장비가 도입되고 있으며, 나중에 머리 부분은 짐 스나이퍼 커스텀, 머리 부분 안테나(2개 장비)는 건담 Ez8, 어깨 부분 웨어러블 아머는 짐 스트라이커, 백팩은 짐 改에게 전용, 채택되었다.
상당히 큰 폭의 개조가 이루어졌기 때문에, 건담 Ez8과 같이 기체 명칭도 신규로 부여되어, 그 이름은 기체가 배치된 부대인 "슬레이브 레이스"에서 유래한다. 원래는 다른 부대에 배치될 예정이었지만 같은 부대의 도리스 브란트의 서류 위조에 의해 배치되어 부대장인 트래비스 커클랜드의 탑승기로 운용된다.

#### 풀 아머 슬레이브 레이스
만화 《기동전사 건담 외전 미싱 링크》에 등장(형식 번호: RX-79[G]WR)한다. 게임판에서는 등장하지 않는다. 슬레이브 레이스의 강습 지원기로서의 강화 개수형이다.
부대의 중심 전력이 픽시로 이행해감에 따라, 지휘관기인 슬레이브 레이스에는 생존율의 향상과 지원을 위한 화력이 요구되었다. 이 때문에 이 기체가 페일 라이더와의 전투에서 손상되었을 때, 수복과 동시에 FSWS 계획을 힌트로 장갑과 화력의 대폭적인 강화가 실시되었다고 하는 설이 있다.
육전형 건담의 예비 파츠를 가능한 한 확보하고, 호환성이 있는 육전형 짐의 파츠로 보전하고, 웨어러블 아머를 기체 각처에 장착해 방어력을 높이고 있다. 등 부분에 버니어, 개조한 미사일 런처, 지온군으로부터 노획한 75 mm 개틀링 포와 그 탄창을 탑재한 개조 컨테이너를 웨폰락에 장비하고, 쇼트 실드와 일체형의 더블 머신건(연장식 100 mm 머신건), 다리 부분 미사일 포드 등을 탑재해 중장갑, 중무장의 기체로 거듭나고 있다. 또한 왼팔에 장비하는 실드의 뒤에 소형의 컨테이너를 장착하는 것으로 쇼트 빔 라이플의 휴대가 가능하다.
당시 이미 슬레이브 레이스대는 연방군으로부터 이탈해 탈주병 취급을 받았기 때문에, 이후 이 부대의 기록은 완전히 말소되어 본 기체의 실재는 불분명하다.

### 건담 RR (리레이지)
미디어 믹스 기획 만화 《기동전사 건담 붉은 삼거성》에 등장(형식 번호: RX-79[G]RR)한다. 기체 명칭의 "RR(리레이지)"는 "Re-Rage(다시 맹위)"라는 의미이다.
"붉은 삼거성"을 자칭하는 지구연방군 제17독립 기계화 혼성 부대(통칭 "랄프대") 대장 랄프 자브카 중위가 탑승하는 기체이다. 전투에서 좌반신이 대파된 육전형 건담을 민간 기업인 보른 공업의 협력으로 현지 개수를 실시해 복원하였다. 이마 부분의 V자 안테나로 대체되어 통신 능력과 전황 파악 능력의 향상을 목적으로 한 바이저 유닛을 설치, 가동식으로 안면을 덮는 것도 가능해졌다. 바이저를 내리면 센서류의 모드가 전환되어 보다 넓은 범위의 정보 수집이 가능해진다.
메인 스러스터 2기를 탑재한 백팩의 왼쪽에는 2연장 로켓 바주카를 장비한다. 휴대 무장은 회전식 탄창과 3연장 포신으로 구성된 개틀링 리블버스로, 속사성이 뛰어나 여러 종류의 특수류탄을 동시에 운용할 수 있다. 예비탄은 허리 양 측면에 장비한다.
컬러링은 빨간색을 기조로, 오른쪽 흉부 인테이크, 왼쪽 어깨, 왼쪽 상완, 허리 왼쪽 측면, 왼쪽 다리(장딴지는 제외)가 흰색으로 칠해진 좌우 비대칭의 특징적인 부대 컬러로 되어 있으며, 왼쪽 어깨에 붉은 유성을 모티브로 3개의 연방 군장과 "EFF"가 들어간 부대 마크가 그려져 있다. 오른쪽 어깨와 왼쪽 어깨의 뒷면에는 "E.F.ARMY 102"라고 적혀 있다.

### 슬라이프레일
스마트폰 게임 《기동전사 건담 U.C. ENGAGE》에 등장하는 게임 오리지널 모빌 슈트(MS) (형식 번호: RX-79[G]F)이다.
육전형 건담의 보급이 중단된 후 남겨진 파츠를 바탕으로 현지 기술자 등에 의해서 각 전선에 맞춘 독자적인 개수가 실시된 기체 중 하나로, 습지대나 삼림 등 벽지에서의 은밀한 행동을 목적으로 한다. 백팩은 경량화되었고, 기체는 삼림에서의 시인성이 낮은 녹색으로 도장되었다. 무장은 파일럿의 요청에 따라 장애물을 피하기 위해 삼절곤을 본뜬 빔 자벨린을 허리 양쪽 측면에 1기씩 장비하여, 2개를 연결함으로써 롱 빔 자벨린이 된다. 상반신(양 어깨)에는 불의의 피탄시에 치명적인 데미지를 피하기 위해 현지에서 제작된 증가 장갑이 갖추어져 있으며, 특히 양 어깨 측면의 것이 대형인게 특징적이다.

### 수중형 건담 (콘도 카즈히사판)
서적 《GUNDAM WEAPONS 4》에 게재된(나중에 《신MS전기 기동전사 건담 단편집》에 재록) 콘도 카즈히사의 단편 만화 〈10 MINUTES WAR U.C.0079〉에 등장한다. 명칭(작품 내에서는 "건담(의 수중형)"이라고 불린다)이나 형식 번호를 포함한 설정은 서적 《GUNDAM CROSSOVER NOTEBOOK II SINCE UC.0083-0153 콘도 카즈히사 화집 2》에 의한다. 육전형 건담과의 관련성은 불분명하지만, 형식 번호의 공통성에 기반해 편의상 본 문단에 기재한다. 덧붙여, 《M-MSV》에서 설정된 동명의 기체와는 외관이나 형식 번호 등이 다르지만, 스펙의 수치는 공통적이다.
개발 중인 아쿠아 짐에 의해 편제되는 연방군 수중용 MS 부대의 지휘관용으로 개발된 시험제작기이다. 수중에서의 지휘, 통신 시스템을 강화해, 각종 액티브/패시브 소나를 장비하고 있다. 컬러링은 트리컬러를 기조로 하지만, 파란색은 진한색과 연한색의 2톤 컬러가 사용되고 있다.
우주세기 0079년 12월, 수송기로 해상의 군함으로 공수된다. 기지로 귀환하는 도중에 지온공국군의 잠수함대가 이를 목격하고, 본기의 정보 수집을 위해 수륙 양용 모빌 아머(MA) (그라브로 타입)와 곡그 2기가 습격을 가해온다. 응전하는 본기는 곡기 1기를 빔 사벨로 양단하지만 MA의 포격에 의해 모함이 격침된다. 그 직전에 본기는 MA와 몸싸움을 벌이지만, 그 후의 거취에 대해서는 알려진 바가 없다.

### NT용 양산형 건담
독자 참가형 게임 《기동전사 건담 G-STRATEGY》에 등장(형식 번호: RX-79(G)NT)한다.
육전형 건담을 베이스로 개발된 뉴타입 전용기이다. 우주 공간에서의 운용도 가능하며, 기체의 응답 향상을 위해 관절부에 개량이 가해지고 있는 것 외에, 활동 가능 시간의 제약이 엄격한 시험제작형의 뇌파 컨트롤 장치도 탑재되고 있다. 무장은 육전형 건담이 사용하는 것의 일부 외에 미사일 런처를 장비할 수 있지만, 올 레인지 공격을 가능하게 하는 무장을 갖고 있지 않다.

### 국지형 건담
메카닉 디자인 기획 《기동전사 건담 THE ORIGIN Mobile Suit Discovery》 (MSD)에 등장한다.
만화, 애니메이션 《기동전사 건담 THE ORIGIN》의 세계관에서 육전형 건담이나 수중형 건담의 원형이 되는 기체이다.

## 같이 보기
- RX-78-2 건담
- 기동전사 건담 제08MS소대
- 육전형 짐
- 육전형 자쿠 II
- 구프 커스텀
- 우주세기의 기동병기 목록

## 주해
1. ↑  20여기라고 하는 자료도 있다.[14]
2. ↑  한편, 제너레이터를 RX-78로부터 유용하고 있기 때문에 중력 하에서의 기체 스펙은 동등하다고 하는 자료도 있다.[7]
3. ↑  OVA 《기동전사 건담 제08MS소대》 제2화에서 본기에 탑승해 육전형 자쿠 II를 격파한 테리 센더스 Jr. 중사는 본기와 짐의 성능 차이에 대해 놀라고 있다.
4. ↑  처음에 연방군은 개발 중인 양산형 MS를 루나 티타늄 장갑 표준 장비로 계획하고 있었지만, 비용 및 생산성 면에서 문제가 있었고, 결국 짐 시리즈는 티타늄 세라믹 장갑으로 바뀌었다.
5. ↑  게임 《기동전사 건담 전사들의 궤적》 내의 무비 〈MS 그래픽스〉에서는 육군성이 MS를 전차에 가까운 것으로 파악하고 있어서, 내탄 성능을 중시하였다고 해설하고 있다.
6. ↑  후자의 형식 번호는 브러시사 내부에서의 개발 넘버가 된다.[22]
7. ↑  “하이퍼 바주카 (지상용)”이라고 하는 기술도 존재한다.[21]
8. ↑  실제로는 원근법에 의해 실어서 쏘는 것처럼 보일 뿐이며, 분명히 기체와 실드의 사이즈가 다르다. 앞 장면에서 육전형 건담은 무릎을 꿇지 않는 엉거주춤한 상태에서, 포문은 약간 아래로 내려가고 있어서, 동영상으로 보면 싣지 않는 것을 알 수 있다.
9. ↑  건담 프라모델 〈1/144 HGUC RX-79[G] 육전형 건담〉에서는 실드를 직립시킬 수 있는 양각대나 〈1/100 MG RX-79[G] 육전형 건담〉에서는 실드와 180 mm 캐논을 접속 고정할 수 있는 파츠가 부속되어 있다.
10. ↑  설정 화고를 참조.[6]
11. 1 2  설정 화고를 참조.[30]
12. ↑  설정화는  필름 코믹 3권에 게재되었다.[12] 반다이가 1996년 4월에 발매한 건담 프라모델 키트 〈RX-79 건담 vs 자쿠 II〉의 육전형 건담에 부속되었다.
13. ↑  정확하게는 제9화에서 공수 작전 시에 카렌기, 센더스기 모두 안테나가 회색으로 도장된 것으로 변경되었다. 그러나 강하 직후에 전술한 바와 같이 카렌기는 머리 부분이 파괴되었기 때문에, 카렌기의 안테나가  회색으로 도장된 상태에서 활동한 기간은 매우 적다.
14. ↑  디자인을 담당한 야마네 키미토시가 참가하고 있던 잡지의 소개 기사에 의하면 어깨 부분의 훅은 패러슈트(낙하산)가 전개되어 급상승할 때의 쇼크를 완화하기 위해 열리는 구조로 되어 있는 것 외에 대장기로서의 견장을 겸하고 있다라고 하고 있다.[37]
15. ↑  3호기는 제외한다.
16. ↑  육전형 건담의 것과 동등한 것을 장비했다는 자료도 있다.[46][47]
17. ↑  소설판에 따르면 1분도 지나지 않고 오버히트했다.
18. ↑  우주용과 지상용으로 백팩을 환장할 수 있다는 자료도 있다.[44]
19. ↑  다만, HGUC에서의 설정에 의하면 크루스트 박사 이외에는 복제는 고사하고 에뮬레이터조차 제작이 불가능하다고 되어 있다.
20. ↑  2기의 블루 데스티니의 파츠 공급용이었다고 하는 자료도 있다.[46]
21. ↑  흑백 페이지가 주체가 되는 만화로 EXAM 발동 시의 변화를 독자가 인식하기 쉽게 하기 위한 배려이기도 하다.[55]
22. ↑  이후 오거스타에서 페일 라이더에 탑재된 "HADES" 개발의 베이스가 되고 있다.
23. ↑  나오키(NAOKI)에 의하면 흉부 유닛은 오오카와라에 의한 육전형 건담의 준비 화고를 모티브로 디자인했다고 한다.[58]
24. ↑  같은 "RX-80"의 형식 번호를 갖는 페일 라이더와는 베이스기가 다르고, RX-78 시리즈와 마찬가지로 RX-80 시리즈에도 형상이 다른 기체가 복수 존재한다고 한다.[60]
25. ↑  같은 부대의 대장기로 개수되었다고 하는 자료도 있다.[63]
26. ↑  지라인 스탠다드 아머가 장비하는 것과는 이름이 다른 무장이다.
27. ↑  게임 《기동전사 건담 전장의 유대 II》의 모델링 데이터에서.

## 참고 문헌
- 서적
  - 《D 셀렉션 건담 크로스오버 노트북 II SINCE UC.0083-0153 콘도 카즈히사 화집 2》. 미디어 웍스. 1999년 2월 15일. ISBN 4-07-310960-X.
  - 《오오카와라 쿠니오 GUNDAM DESIGN WORKS》. 무빅. 1999년 11월 1일. ISBN 4-89601-436-7.
  - 《기동전사 건담 신역 MS 대전집 U.C.0081-0090》. 카도카와 쇼텐. 2022년 3월 26일. ISBN 978-4-04-111179-6.
- 무크
  - 《후타바샤 무크 그레이트 메카닉 스페셜 기동전서 건담 UC 메카닉&월드 Ep 4-6》. 후타바샤. 2013년 5월 30일. ISBN 978-4-575-46474-0.
- 잡지
  - “전격 하비 매거진”. 《전격 하비 매거진》 (미디어 웍스) (2006년 5월호).
  - “건담 에이스”. 《건담 에이스》 (카도카와 쇼텐) (2018년 1월호).
  - “건담 에이스”. 《건담 에이스》 (카도카와 쇼텐) (2018년 7월호).
  - “건담 에이스”. 《건담 에이스》 (카도카와 쇼텐) (2022년 7월호).
  - “건담 에이스”. 《건담 에이스》 (카도카와 쇼텐) (2022년 8월호).
  - “건담 에이스”. 《건담 에이스》 (카도카와 쇼텐) (2022년 9월호).
- 만화
  - 오노 준지 (2014년 8월 26일). 《기동전사 건담 외전 미싱 링크》 제1권. 카도카와 쇼텐. ISBN 978-4-04-102019-7.
  - 타이치 이사오 (2016년 2월 26일). 《기동전사 건담 외전 더 블루 데스티니》 제1권. 카도카와 쇼텐. ISBN 978-4-04-103927-4.
  - 타이치 이사오 (2018년 3월 26일). 《기동전사 건담 외전 더 블루 데스티니》 제5권. 카도카와 쇼텐. ISBN 978-4-04-106675-1.
  - 타이치 이사오 (2018년 11월 26일). 《기동전사 건담 외전 더 블루 데스티니》 제6권. 카도카와 쇼텐. ISBN 978-4-04-106675-1.
- 액션 피규어 부속 데이터 시트
  - 《UC ARMS GALLERY 02 지구연방군 무기 개발사》, 반다이, 2006년 3월 31일
- 웹 사이트
  - “등장 MS - 슬레이브 레이스”. 《기동전사 건담 배틀 오퍼레이션, 반다이남코엔터테인먼트 공식 사이트》. 2014년 9월 4일에 확인함.
  - “등장 MS - 풀 아머 슬레이브 레이스”. 《기동전사 건담 배틀 오퍼레이션, 반다이남코엔터테인먼트 공식 사이트》. 2015년 12월 3일에 확인함.
  - “치바 토모히로 (스튜디오 오르페)”. 《트위터》. 2019년 7월 28일에 확인함.
  - “MS/스테이지 - 풀 아머 슬레이브 레이스”. 《(PS5/PS4) 기동전사 건담 배틀 오퍼레이션 2, 반다이남코엔터테인먼트 공식 사이트》. 2021년 7월 26일에 확인함.
  - “모빌 슈트”. 《기동전사 건담 U.C. ENGAGE 공식 사이트》. 소츠·선라이즈. 2022년 9월 7일에 확인함.
  - “(UCE) 기동전사 건담 U.C. ENGAGE”. 《트위터》. 2023년 4월 7일에 확인함.